# كيل (الحيمة الخارجية)

تعديل مصدري - تعديل

كيل هي إحدى قرى عزلة بني وليد بمديرية الحيمة الخارجية التابعة لمحافظة صنعاء، بلغ تعداد سكانها 380 نسمة حسب تعداد اليمن لعام 2004.